# ラーシュ・グリニ
ラーシュ・グリニ（Lars Grini、1944年6月29日 - ）は、ノルウェー、オップラン県Gran på Hadeland出身の元スキージャンプ選手。

## プロフィール
1967/68シーズンのジャンプ週間オーベルストドルフで2位となり注目される。
同年のグルノーブルオリンピックでは70m級こそ13位に終わったが、90m級個人では銅メダルを獲得した。また1970年のノルディックスキー世界選手権70m級個人でも銅メダルを獲得している。
1968年にオーベルストドルフで行われたフライングで150mの大ジャンプを記録している。これは当時の世界記録であった。